# Ришельё (фильм)
«Ришельё» (англ. Richelieu) — американский драматический фильм Аллана Дуона.

## Сюжет
Кардинал Ришельё прощает герцога Орлеанского с его сторонниками в Лангедокском восстании, кроме Адриена де Мопра, захватившего французский город при отсутствии приказа вождя. Ришельё рекомендует ему вести вооружённые силы против испанцев и достойно погибнуть на поле боя. Воспитанница Ришельё, Жюли, влюблена в де Мопра и умоляет простить его...

## В ролях
| Актёр            | Роль             |
| ---------------- | ---------------- |
| Мёрдок МакКуорри | кардинал Ришельё |
| Уильям С. Доулан | Адриен де Мопр   |
| Полин Буш        | Жюли де Мортемар |
| Эдит Чепмен      | Королева         |
| Эдна Мезон       | Марион де Лормер |
| Джеймс Нилл      | Король           |
| Лон Чейни        | Барадас          |